# Arany Oroszlán Gyógyszertár (Kaposvár)
A kaposvári Arany Oroszlán Gyógyszertár a város legrégebbi gyógyszertára, egy 1774-ben épült Fő utcai műemlék épületben működik.

## Története
Kaposvárra az első gyógyszerész Igalból érkezett 1760-ban, de ő csak rövid ideig tevékenykedett a városban. Egy állandó gyógyszertár létesítését 1767-ben rendelte el a vármegye, de az ügy igen sokáig nem haladt. Csak 1781-ben, amikor II. József bezáratta Somogy két másik patikáját (a ferencesek által működtetett andocsit és segesdit), akkor kapott új lendületet a kaposvári szervezés. Ebben az évben a vármegyei közgyűlés megyei gyógyszerésszé választotta a grazi születésű, Nagykanizsán élő Pirker Józsefet, aki végül 3 év múlva költözhetett be az akkor már 10 éve álló földszintes, barokk stílusú épületbe. Pirker tevékenységét annyira elismerte mind a vármegye, mind az Esterházy család, hogy számos kedvezményt, többek között adómentességet is kapott tőlük. Ebben az időszakban látogatott el fogfájása miatt az Arany Oroszlánba Csokonai Vitéz Mihály is.
Pirker halála után (1826), bár két fia is gyógyszerésznek tanult, mégsem az övék lett az Arany Oroszlán, mert a csurgói Schwarz Ferenc vásárolta meg. Ő minden áron megpróbálta megakadályozni, hogy a városban versenytársa akadjon, de nem járt eredménnyel: Csallay Imre megalapította a város második patikáját, a Magyar Korona Gyógyszertárat. Később az Arany Oroszlán Schrőder Józsefé, majd annak fiáé, Sándoré lett. Ebben az időben, 1875 és 1879 között dolgozott itt segédként Rippl-Rónai József, aki később a Budapesti Tudományegyetemen oklevelet szerzett és még néhány hónapra visszatért az Arany Oroszlánba. A gyógyszertár utolsó hírneves tulajdonosa, Babochay Kálmán az 1880-as évektől több évtizedig vezette azt (róla nevezték sokáig az épületet Babochay-háznak). A gyógyszertárat 19. század második felében romantikus stílusban bővítették.
A szocializmus idején többször átalakították az épületet, végül 1985-ben eredeti formájában újították fel L. Szabó Tünde tervei alapján, műemléki bútorzatát pedig Répay Gábor kadarkúti gyógyszerész restaurálta. Kapuja fölé Bors István szobrászművész aranyoroszlán-szobrát is kihelyezték. 2000-ben a megye gyógyszerészei emléktáblát helyeztek el az épület falán a millennium alkalmából.